# Бертхелминг
Бертхелминг (фр. Berthelming) насеље је и општина у североисточној Француској у региону Лорена, у департману Мозел која припада префектури Сарбур.
По подацима из 2011. године у општини је живело 516 становника, а густина насељености је износила 48,36 становника/km². Општина се простире на површини од 10,67 km². Налази се на средњој надморској висини од 250 метара (максималној 282 m, а минималној 231 m).

## Демографија
| 1962. | 1968. | 1975. | 1982. | 1990. | 1999. | 2011. |
| ----- | ----- | ----- | ----- | ----- | ----- | ----- |
| 505   | 587   | 556   | 568   | 501   | 520   | 516   |

График промене броја становника у току последњих година